# Radio Kościuszko
Pour les articles homonymes, voir Kosciusko.
Radiostacja im. Tadeusza Kościuszki est une radio communiste, qui diffusait la propagande de résistants communistes polonais durant la Seconde Guerre mondiale.
Organe de la division Kościuszko et du PKWN, elle émettait depuis Moscou.
Le 29 juillet 1944, radio Kościuszko émet en polonais à appel à l'insurrection de Varsovie, prévue le 1er août 1944. Il est relayé par la BBC à Londres.
Elle renouvelle son appel quatre fois le 30 Juillet 1944 entre 15h00 et 23h00 sous cette forme : 
"Les troupes soviétiques attaquent violemment et s'avancent déjà tout près de Praga. Elles s'approchent afin de vous apporter la liberté. (...). Peuple de Varsovie ! Aux armes! Attaquez les allemands ! Que le milllion d'habitants de Varsovie deviennent le million de soldats qui chasseront les envahisseurs allemands et conqueront la liberté".